# Cerodontha venturii
Cerodontha venturii är en tvåvingeart som beskrevs av Nowakowski 1967. Cerodontha venturii ingår i släktet Cerodontha och familjen minerarflugor. Inga underarter finns listade i Catalogue of Life.